# Aryna Mas'ko
Aryna Alehaŭna Mas'ko (in bielorusso Арына Алегаўна Масько?; Hrodna, 1º febbraio 1999) è una cestista bielorussa.

## Carriera
Con la Bielorussia ha disputato i Campionati europei del 2019.